# Сбринц
Сбринц (нем. Sbrinz) — традиционный швейцарский сыр из коровьего молока с очень плотной консистенцией, изготавливается в центральных районах страны. Плоские круглые головки сбринца имеют 50-70 сантиметров в диаметре и весят около 40 килограммов. Вследствие очень медленного вызревания мякоть сыра является очень твёрдой, поэтому при его употреблении обычно применяется специальный короткий нож для соскабливания мелких кусочков. Напоминает по вкусу пармезан и часто используется как его замена.
Производством сыра занимается компания Sbrinz Käse GmbH. За 2007/2008 год было изготовлено 1800 тонн сбринца. Относится к элитным сортам сыра.

## Характеристика
Сбринз — очень твердый жирный сыр. В сухом он содержит примерно от 40 % до 45 % жира. Сыр должен созревать в течение 16 месяцев, прежде чем его можно будет продать как Sbrinz, а его полный вкус развивается только после примерно 24-30 месяцев хранения.

## Изготовление
Сбринц производится только из необработанного молока местного, швейцарского происхождения. Процесс созревания может затягиваться до трёх лет. Благодаря столь длительной выдержке текстура сыра «закаляется» и становится крошливой. Но, несмотря на твёрдость, сыр очень нежный на вкус. Мякоть сбринца желтоватая, а корочка тёмно-золотого цвета.
В 100 граммах сыра содержится 30 граммов белков, 33 грамма жиров, вовсе не содержится углеводов. Жирность в сухой массе составляет 45 %. Энергетическая ценность 429 ккал.

## История
Швейцарцы считают сбринц старейшим сортом сыра в Европе. По версии официального сайта сыроделов, именно сбринц имел в виду Плиний Старший (23—79 гг. н. э.), когда писал о «сыре гельветов» (caseus helveticus). Более надёжными источниками производство сбринца подтверждено с XVI века.
Вероятно, название сыру дала деревушка Бриенц недалеко от Берна. Сегодня сбринц производят также в Обвальдене, Берне, Швице, Люцерне, Нидвальдене, а кроме того в кантонах Цуг, Аргау, Санкт-Галлен.